# Каракютючка река
Каракютючка река (или Каракютлийска река) е река в Югоизточна България, област Бургас – община Средец, десен приток на Средецка река. Дължината ѝ е 23 км.
Каракютючка река извира от рида Каратепе (северозападната част на планината Странджа), на 333 м н.в., на 1,1 км източно от местността „Босна“ (на шосето Елхово – Средец). До село Пънчево тече в северна посока под името Пънчевска река, а преди него завива на изток. На около 3 км след селото завива на североизток и навлиза в дълбока и залесена долина в най-северозападните разклонения на Странджа. Югоизточно от град Средец излиза от планината и навлиза в Бургаската низина, като долината ѝ се разширява и се влива отдясно в Средецка река на 8 м н.в., на 2 км южно от село Дебелт.
Площта на водосборния басейн на Каракютючка река е 66,5 км2, което представлява 6,8% от водосборния басейн на Средецка река.
Единственото населено място по течението на реката е село Пънчево, Община Средец.
В долното течение водите на реката се използват за напояване, като за целта е изграден язовир „Росеново“.

## Топографска карта
- Лист от карта K-35-55. Мащаб: 1 : 100 000.
- Лист от карта K-35-67. Мащаб: 1 : 100 000.